# Château de Ourém
Le château de Ourém est une fortification située dans la freguesia de Nossa Senhora das Misericórdias, sur le territoire de la municipalité de Ourém (district de Santarém, Portugal),.
En position dominante surplombant la ville médiévale et la rivière Seiça, il est considéré comme l'un des plus beaux châteaux portugais. Il est classé Monument national depuis 1910.

## Historique
Le château est l’un des plus innovantes œuvres de l’architecture militaire du XVe siècle au Portugal. Se détachant dans le paysage, dans un endroit difficile d'accès, au sommet de la colline surplombant la ville, la fortification musulmane, construite à l'origine entre les XIIe et XIIIe siècles, fut conquis définitivement sur les Maures en 1136, lors de cla Reconquista. Ourém fut donné (1178) par le roi Afonso Henriques (1109-1185) à sa fille, l'infante Dona Teresa (Mathilde de Portugal), à l'initiative de laquelle il obtint une charte. Il fut doté d'un grand palais (Paço dos Condes), à côté de l'ancienne citadelle, marqué par une influence architecturale italienne notable.
Dès lors, il fit partie des territoires les plus importants des reines portugaises, jusqu'à ce qu'en 1384, le roi Jean Ier (1357-1433) l'octroie, avec le titre de comte d'Ourém, au connétable du royaume, Nuno Álvares Pereira (1360-1431).
Au milieu du XVe siècle, sous le règne du roi Alphonse de Bragance (pt), comte d'Ourém et marquis de Valença, les murs du château d'origine furent démolis pour construire le palais, jusqu'à sa destruction quasi totale par le tremblement de terre de 1755. Il entra alors dans un processus de dégradation, aggravé par l'occupation de la ville par les troupes napoléoniennes du général André Masséna du début du XIXe siècle.

## Description
Il fut cependant inclus dans le premier document national de classement des structures anciennes comme Monument national, le 30 juin 1910, confirmant son importance historique. Dans les années 1930, il fit l'objet de travaux de restauration, d'amélioration et de mise en valeur, ces derniers débutant dans les années 1980 par la Fondation de la Maison de Bragance.
Le château se dresse au sommet d'une colline, à 330 m d'altitude. Cette désignation comprend le château médiéval lui-même, le palais des comtes d'Ourém avec les tours bastionnées.
Son plan est une forme triangulaire irrégulière, avec des tours aux angles. Au centre de sa place d'armes se trouve une citerne ogivale, alimentée par une source.

## Galerie

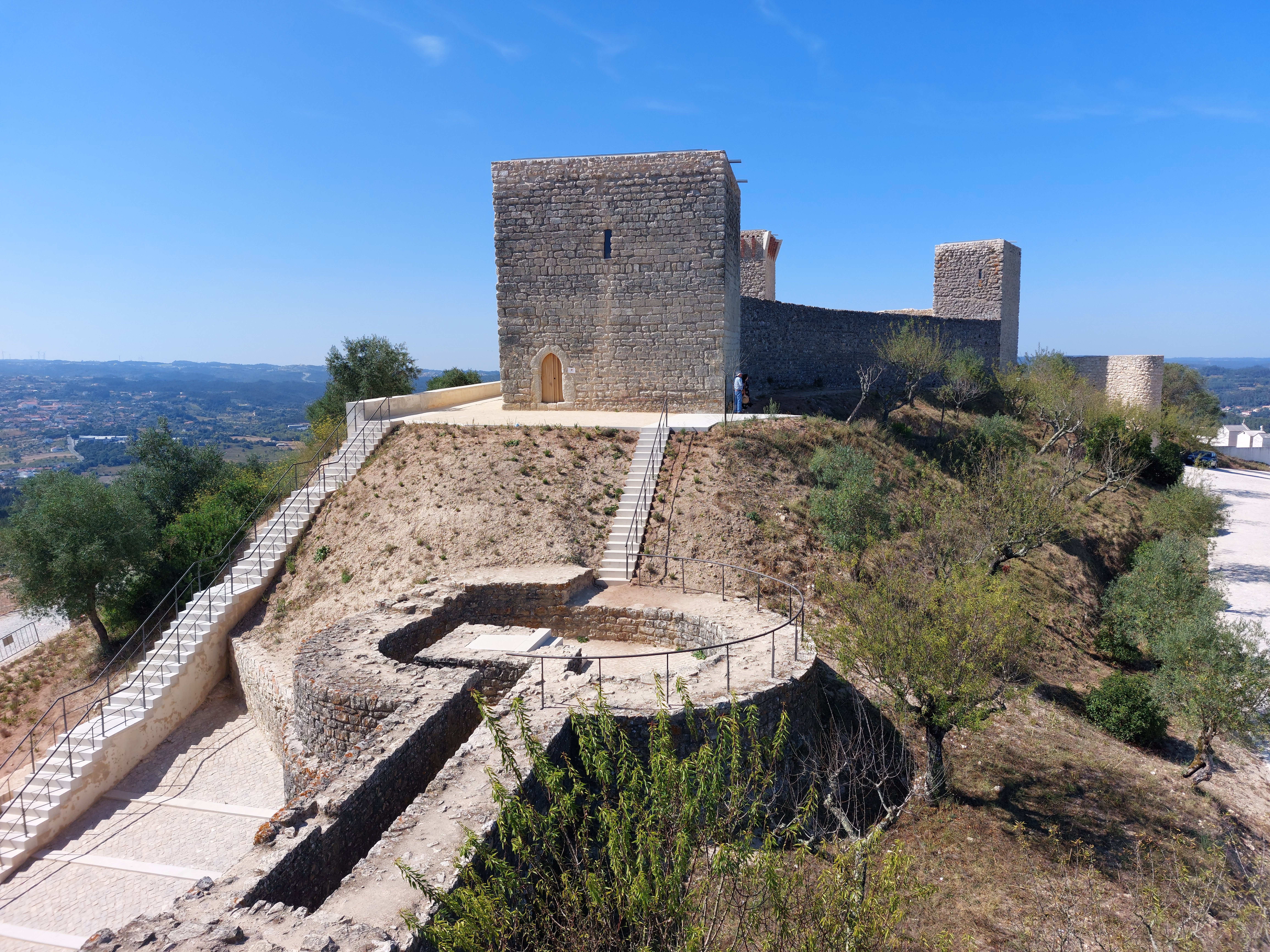
La forteresse médiévale.
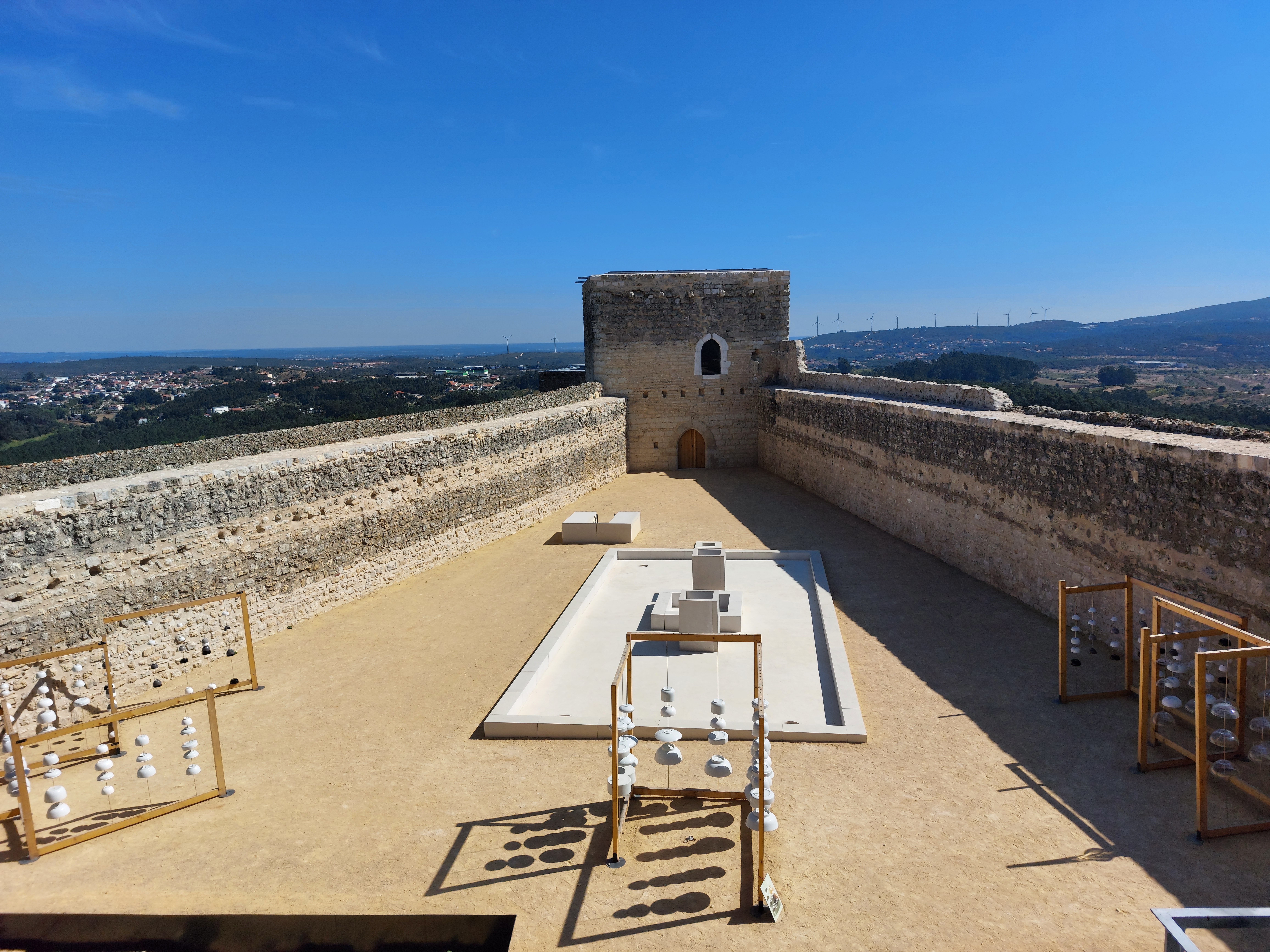
L'intérieur de la forteresse.
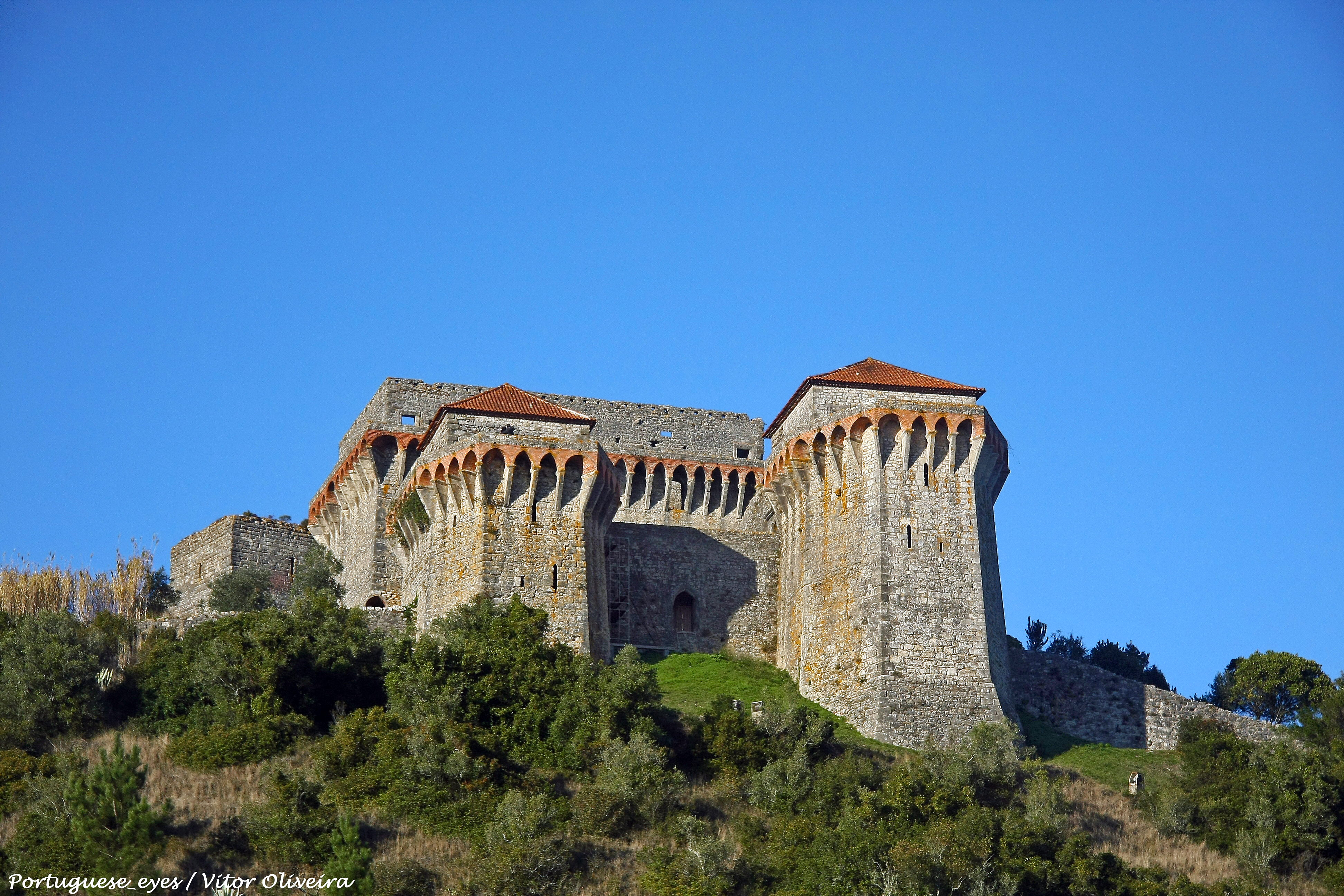
Le palais des comtes.
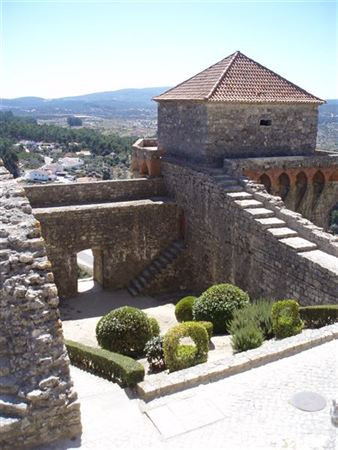
La cour intérieure du palais.